# Comté de Wurtemberg
1143–1495
Entités précédentes :
- Duché de Souabe

Entités suivantes :
- Duché de Wurtemberg

Le comté de Wurtemberg (en allemand : Grafschaft Württemberg) est un ancien État du Saint-Empire romain. Formé des domaines de la maison de Wurtemberg à mi-longueur de la rivière Neckar en Souabe, il existait du XIIe siècle jusqu'à l'accession des comtes au titre de duc en  1495.

## Histoire

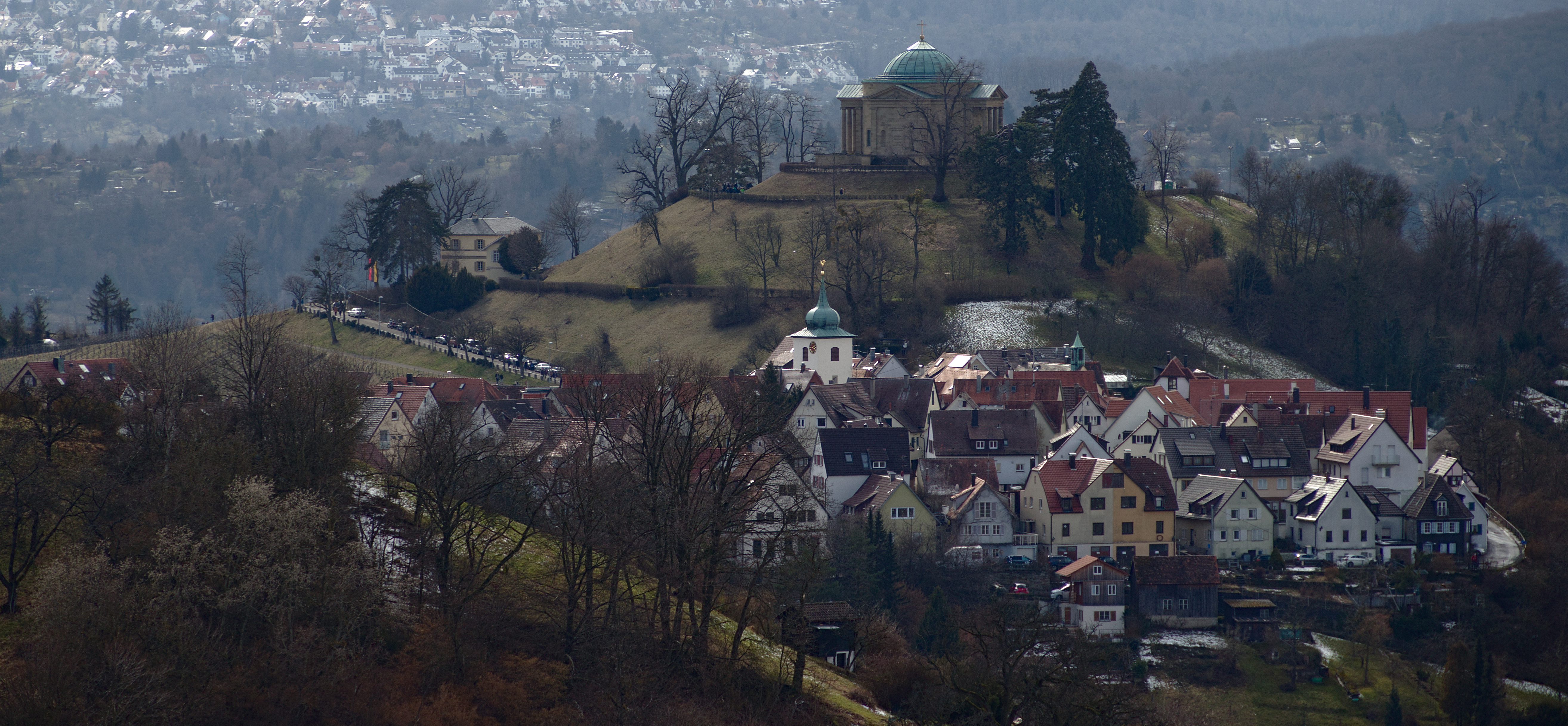
Le mont Wurtemberg, site de l'ancien château familial.

Vers l'an 1083, le seigneur Conrad de Beutelsbach, un parent de la dynastie franconienne, fit construire le château de Wirtemberg au cœur des collines qui s'étendent de Cannstatt à Esslingen. Sous le nom de cette forteresse, il est devenu l'ancêtre de la maison de Wurtemberg ; c'est son héritier Louis Ier, un partisan du roi Conrad III de Hohenstaufen, qui est désigné « comte » (Graf) pour la première fois en 1143. 
À la fin de la suprématie des Hohenstaufen en Souabe, au décès de l'empereur Frédéric II en 1250, les circonstances du Grand Interrègne permit un élargissement territorial du pays. Le mariage du comte Ulrich Ier avec Mechthilde de Bade, en 1251, amena la ville de Stuttgart, qui allait devenir la capitale du comté. D'autres agrandissements territoriaux eurent lieu sous les règnes des comtes Ulrich III (1325-1344) et Eberhard III (1392-1417). Enfin, le comté de Montbéliard (Mömpelgard) y fut rattaché en 1444, grâce au mariage d'Eberhard IV de Wurtemberg avec l'héritière Henriette d'Orbe en 1407.

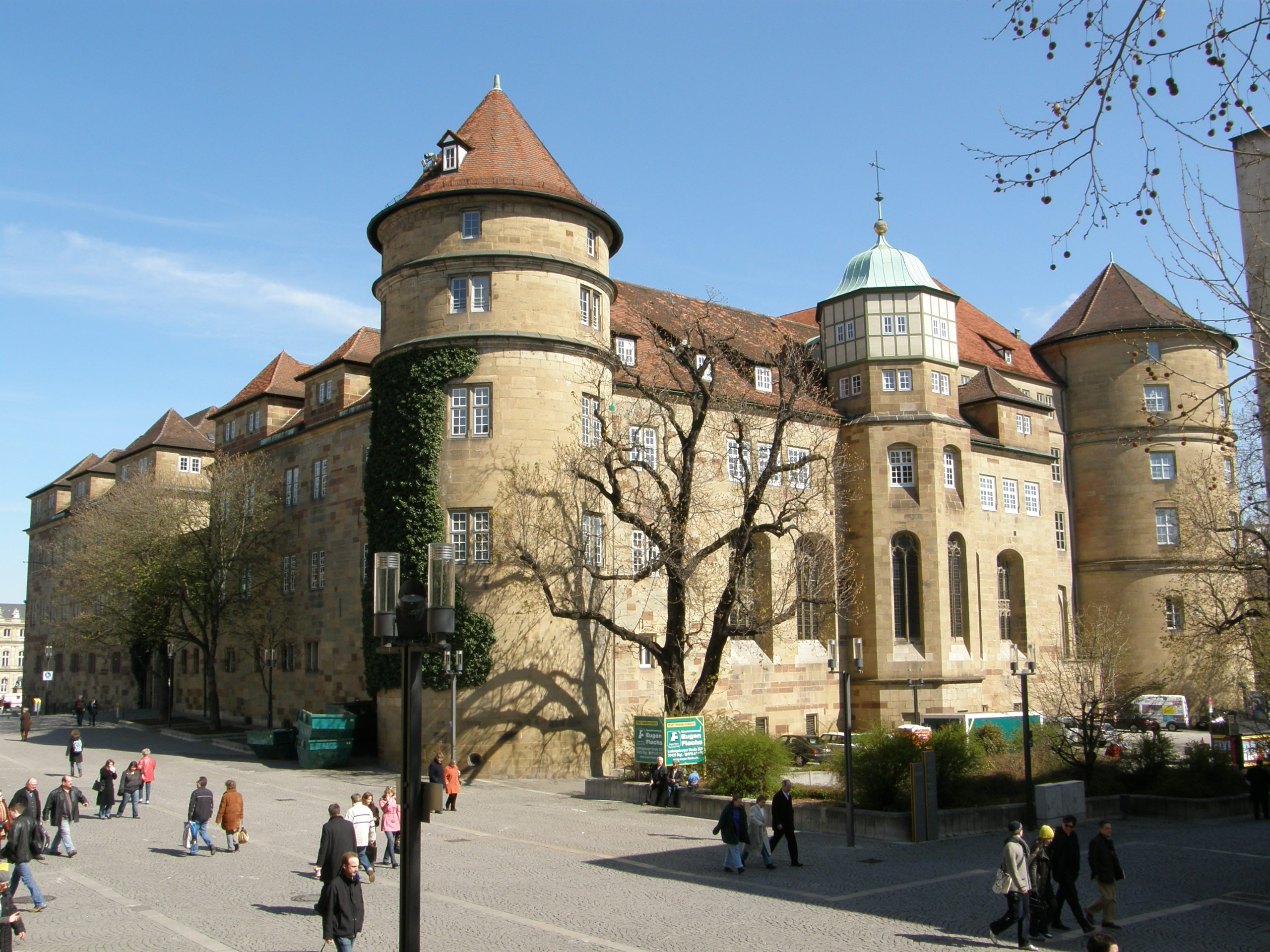
Le vieux château de Stuttgart.

Le 25 janvier 1442, les comtes frères Louis IV et Ulrich V de Wurtemberg signent le contrat de Nürtingen, qui sépara le pays en deux parties. La première partie, autour de Stuttgart, revint à Ulrich, tandis que celle autour d'Urach revint à Louis. Cette séparation dura plus de 40 ans et il fallut deux accords, en 1482 et en 1492, pour que le Wurtemberg retrouve son unité sous le règne du comte Eberhard V.
Après de longues négociations, le roi Maximilien Ier éleva le comté de  Wurtemberg au rang de duché à la diète de Worms, le 21 juillet 1495.